# ジョシュ・スモーカー
ジョシュア・M・スモーカー（Joshua M. Smoker, 1988年11月26日 - ）は、アメリカ合衆国ジョージア州ゴードン郡カルフーン出身のプロ野球選手（投手）。左投左打。現在は、フリーエージェント（FA）。

## 経歴

### プロ入りとナショナルズ傘下時代
2007年のMLBドラフト1巡目追補（全体31位）でワシントン・ナショナルズから指名され、プロ入り。また、この時チームメイトのチャーリー・カルバーソンも同じく1巡目追補（全体51位）でサンフランシスコ・ジャイアンツから指名されてプロ入りしている。契約後、傘下のA-級バーモント・レイクモンスターズでプロデビュー。2試合に先発登板して防御率4.50・5奪三振の成績を残した。
2008年はルーキー級ガルフ・コーストリーグ・ナショナルズとA級ヘイガーズタウン・サンズでプレーし、2球団合計で11試合に先発登板して2勝5敗・防御率5.48・37奪三振の成績を残した。
2009年はルーキー級ガルフ・コーストリーグ・ナショナルズでプレーし、10試合（先発9試合）に先発登板して4勝2敗・防御率3.38・31奪三振の成績を残した。
2010年はA級ヘイガーズタウンでプレーし、30試合（先発19試合）に登板して3勝10敗3セーブ・防御率6.50・92奪三振の成績を残した。
2011年はA+級ポトマック・ナショナルズでプレーし、46試合に登板して5勝2敗2セーブ・防御率2.31・56奪三振の成績を残した。
2012年はルーキー級ガルフ・コーストリーグ・ナショナルズ、A級ヘイガーズタウン、A+級ポトマックでプレーし、3球団合計で6試合に登板して1勝1敗1セーブ・防御率7.45・6奪三振の成績を残した。
2013年は登板が無く、ジェームズ・アンドリュース博士の執刀で回旋筋腱板と関節唇の修復手術を受けたが、術後、球速が落ち、ナショナルズを自由契約となった。

### 独立リーグ時代
2014年は独立リーグ・フロンティアリーグのロックフォード・アビエイターズと契約。28試合に登板して1勝0敗・防御率4.03・29奪三振の成績を残した。

### メッツ時代
2015年4月2日にニューヨーク・メッツとマイナー契約を結んだ。この年は傘下のA級サバンナ・サンドナッツ、A+級セントルーシー・メッツ、AA級ビンガムトン・メッツでプレーし、3球団合計で41試合に登板して3勝0敗6セーブ・防御率3.12・60奪三振の成績を残した。オフの11月5日に40人枠入りした。
2016年は開幕からAAA級ラスベガス・フィフティワンズでプレー。7月26日にメジャー初昇格を果たしたが、この時は登板せずに翌27日にAAA級ラスベガスへ降格した。その後、8月19日に再昇格すると、同日のジャイアンツ戦でメジャーデビュー。8月29日のマイアミ・マーリンズ戦でメジャー初勝利を挙げた。この年メジャーでは20試合に登板して3勝0敗・防御率4.70・25奪三振の成績を残した。
2017年は初めて開幕25人枠入りした。この年は54試合に登板して1勝2敗・防御率5.11・68奪三振の成績を残した。
2018年1月26日にホセ・レイエスのメッツとの再契約に伴ってDFAとなった。

### パイレーツ時代
2018年1月31日にダニエル・ザモラ及び金銭とのトレードで、ピッツバーグ・パイレーツへ移籍した。シーズンでは7試合で防御率11.12と打ち込まれ、7月23日にDFAとなった。

### タイガース時代
2018年7月28日にウェイバー公示を経てデトロイト・タイガースへ移籍した。9月7日に自由契約となった。

### ドジャース傘下時代
2018年10月8日にロサンゼルス・ドジャースとマイナー契約を結んだ。
2019年5月7日に自由契約となった。

### 独立リーグ時代
2019年8月9日に独立リーグ・アトランティックリーグのヨーク・レボリューションと契約した。
2020年以降は無所属。

## 投球スタイル
平均約95mphの速球とスプリッターで三振の山を築くが、一発を食らう場面も目立つ。

## 詳細情報

### 年度別投手成績
| 年 度    | 球 団    | 登 板 | 先 発 | 完 投 | 完 封 | 無 四 球 | 勝 利 | 敗 戦 | セ 丨 ブ | ホ 丨 ル ド | 勝 率 | 打 者 | 投 球 回 | 被 安 打 | 被 本 塁 打 | 与 四 球 | 敬 遠 | 与 死 球 | 奪 三 振 | 暴 投 | ボ 丨 ク | 失 点 | 自 責 点 | 防 御 率 | W H I P |
| -------- | -------- | ----- | ----- | ----- | ----- | -------- | ----- | ----- | -------- | ----------- | ----- | ----- | -------- | -------- | ----------- | -------- | ----- | -------- | -------- | ----- | -------- | ----- | -------- | -------- | ------- |
| 2016     | NYM      | 20    | 0     | 0     | 0     | 0        | 3     | 0     | 0        | 2           | 1.000 | 65    | 15.1     | 16       | 4           | 4        | 1     | 1        | 25       | 0     | 0        | 10    | 8        | 4.70     | 1.30    |
| 2017     | NYM      | 54    | 0     | 0     | 0     | 0        | 1     | 2     | 0        | 7           | .333  | 267   | 56.1     | 64       | 10          | 32       | 7     | 3        | 68       | 2     | 0        | 34    | 32       | 5.11     | 1.70    |
| 2018     | PIT      | 7     | 0     | 0     | 0     | 0        | 0     | 0     | 0        | 0           | ----  | 31    | 5.2      | 11       | 2           | 5        | 0     | 0        | 2        | 2     | 0        | 7     | 7        | 11.12    | 2.82    |
| 2018     | DET      | 1     | 0     | 0     | 0     | 0        | 0     | 0     | 0        | 0           | ----  | 7     | 1.2      | 0        | 0           | 2        | 0     | 0        | 2        | 0     | 0        | 0     | 0        | 0.00     | 1.20    |
| '18計    | DET      | 8     | 0     | 0     | 0     | 0        | 0     | 0     | 0        | 0           | ----  | 38    | 7.1      | 11       | 2           | 7        | 0     | 0        | 4        | 2     | 0        | 7     | 7        | 8.59     | 2.45    |
| MLB：3年 | MLB：3年 | 82    | 0     | 0     | 0     | 0        | 4     | 2     | 0        | 9           | .667  | 370   | 79.0     | 91       | 16          | 43       | 8     | 4        | 97       | 4     | 0        | 51    | 47       | 5.35     | 1.70    |

- 2019年度シーズン終了時

### 背番号
- 59（2016年 - 同年途中）
- 58（2016年途中 - 同年終了）
- 49（2017年）
- 53（2018年 - 同年7月22日）
- 29（2018年8月26日）